# Gaspare Parvis
Gaspare Parvis (Breme, 3 gennaio 1921 – Milano, 10 ottobre 1991) è stato un allenatore di calcio e calciatore italiano, di ruolo attaccante.
È scomparso nel 1991 all'età di 70 anni.

## Carriera
Centravanti, giunge al Liguria nel 1941 proveniente dalla A.C. Pavese "Luigi Belli", formazione di Serie C antenata del Pavia. Coi rossoneri esordisce in Serie A il 26 ottobre 1941 nella prima giornata del campionato, nella trasferta contro il Torino, realizzando la rete del provvisorio 1-1 (la partita termina poi 3-2 per i granata, con doppietta di Franco Ossola futuro protagonista nel Grande Torino). Nel corso della stagione Parvis realizza complessivamente 7 reti (fra cui una doppietta contro il Napoli) in 14 incontri disputati, alla media-gol di 0,5 e risultando il miglior marcatore dei liguri. A fine stagione non resta in rossonero, trasferendosi al Meda in Serie C. Nel 1945 col Pavia disputa il Torneo Lombardo.
Alla ripresa dei campionati dopo l'interruzione bellica Parvis torna a Genova per indossare la maglia delle rinata Sampierdarenese nell'anomalo Campionato Alta Italia 1945-1946, nel quale va a segno in 5 occasioni (fra cui di nuovo una rete al Torino e una in un derby col Genoa) su 24 incontri, senza riuscire ad evitare l'ultimo posto finale.
A fine stagione non trova posto nella Sampdoria, nata dalla fusione della Sampierdarenese con l'Andrea Doria, e si trasferisce al Novara in Serie B, con cui realizza 10 reti nel campionato cadetto 1947-1948. Passa quindi al Prato con cui disputa due campionati di Serie B conclusi con due retrocessioni e uno, vittorioso, in Serie C.
L'anno successivo viene ingaggiato dallo Stabia in Serie C. Con i gialloblu termina la stagione con 29 reti e con la promozione in Serie B, dopo lo spareggio contro il Foggia. L'ultima stagione da professionista la disputa sempre nelle file dello Stabia, in Serie B nella stagione 1951-1952, giocando 21 partite e andando in rete per 3 volte.
Dal 1952 al 1954 veste la casacca della Valenzana in IV Serie, dopo di che si ritira definitivamente dopo queste due stagioni. Allenò la Snia Varedo nel 1957-1958
In carriera ha collezionato complessivamente 14 presenze e 7 reti nella Serie A a girone unico e 115 presenze e 28 reti in Serie B.

## Palmarès

### Club

#### Competizioni nazionali
- Campionato italiano Serie C: 2

Prato: 1948-1949
Stabia: 1950-1951